# Мекнаси
Мекна́си (бербер. ⵉⵎⴽⵏⴰⵙⵏ, Imeknasen; араб. مكناسة, лат. meknassas), або мікна́си (ісп. miknasa) — берберське плем'я. Походило з південної Іфрикії, території сучасного Тунісу. В доісламську добу мігрувало до центрального Марокко і західного Алжиру. Після поразки від арабського Омеядського халіфату навернулося до ісламу. 711 року частина племені взяла участь у мусульманському завоюванні Іспанії й оселилися на півночі Кордови. У ХІ ст. один із іспанських мекнасів, візир Абдаллах ібн-Афтас захопив владу в Бадахоській тайфі та започаткував Афтаську династію, що самостійно правила нею декілька десятиліть. Інша частина племені, що лишилася в Марокко взяла участь у берберському повстанні 739—742 рр. проти арабського панування. 757 р. деякі марокканські мекнаси стали хариджитами і заснували Сіджильмасський емірат на північному краю Сахари. Місто Сіджильмаса стало важливим торговим центром і кінцевим пунктом караванних шляхів транс-сахарської торгівлі між Магрибом і Західним Суданом. В ХІ ст. всі мекнаси опинилися під владою Альморавідів. Від племінного імені мекнсів походить марокканське місто Мекнес, а також іспанське містечко Мекіненса.

## Відомі представники
- Абдаллах Бадахоський — правитель Бадахоської тайфи.